# Katharina Leopold
Katrina (Katharina) Leopold (Groningen, 7 mei 1846 – aldaar, 4 juni 1914) was een Nederlandse onderwijzeres, kinderboekenschrijfster en tekstdichteres.
Bij het uitgeven van haar werk werd haar naam altijd geschreven als Katharina Leopold of Kath. Leopold. Zij schreef onder meer de tekst van de sinterklaasliedjes O, kom er eens kijken en Hij komt, hij komt, die lieve goede Sint.

## Persoonlijk
Katrina Leopold was de dochter van Jan Hendrik Leopold en Annigje Kimm. Haar vader was ten tijde van haar geboorte logementhouder in Groningen en werd later burgemeester van Bedum.
Katrina Leopold werd onderwijzeres aan een lagere school in Groningen, die verbonden was aan de Kweekschool voor Onderwijzeressen. Zij bleef ongehuwd en overleed op 4 juni 1914, in de leeftijd van 68 jaar. De familie plaatste een rouwadvertentie waarin haar voornaam werd gespeld als Kathrina. In de rouwadvertentie van haar vriendin Henriëtte Dietz werd haar voornaam gespeld als Katrina.

## Werk
Leopold schreef een aantal kinderboeken, waaronder Zonnestralen in school en huis (met Henriëtte Dietz, 1894), Heel lang geleden (1911) en De grijze prins (1914).
Daarnaast schreef zij een liedboekje met sinterklaasliedjes: Sint Nikolaas, twaalf versjes met melodieën (Groningen, 1898). Ze schreef de liedteksten op bestaande melodieën. In het bundeltje staan onder meer de liedjes:
- Hij komt, hij komt / die lieve goede Sint
- Jongens heb je 't al vernomen / tralalali, tiralalala
- O, kom er eens kijken / wat ik in mijn schoentje vind[6]
- Sinterklaas, zegt moe / houdt van zoet, zegt moe

De liedjes zijn contrafacten (een nieuwe tekst op een bestaande melodie). Leopold schreef de liedteksten op melodieën van Duitstalige liedjes, achtereenvolgens: Fröhlicher Landmann (Robert Schumann), Ihren Schäfer zu erwarten, Freut euch des Lebens (Hans Georg Nägeli) en In Berlin, sagt' er.
In 1906 verscheen er een kindercantate van haar hand, Een winterdag, met muziek van Kor Kuiler. Eén liedje hieruit, Hè, lekker in de buitenlucht, wat heeft het flink gevroren (ook getoonzet door genoemde Kor Kuiler), werd opgenomen in de liedbundel Kun je nog zingen, zing dan mee (31ste druk in 1938; mogelijk al in eerdere druk). Door de populariteit en lange drukgeschiedenis van dit liedboek (41e druk in 1986) bleef dit decennialang een in ruime kring bekend liedje.

## MaandschriftOns Thuis
Samen met Henriëtte Dietz voerde Leopold een aantal jaar de redactie van Ons Thuis. Geïllustreerd Maandschrift voor kinderen van 7-10 jaar (v.a. 1901). Naast bijdragen van hun eigen hand, waren er bijdragen van schrijvers als W.G. van de Hulst sr., Aletta Hoog, A.C. Kuiper, Catharina van Rennes, Agatha Snellen, Christine Doorman, en vele anderen.
Het kindertijdschrift werd geïllustreerd door onder anderen Rie Cramer, Nelly Bodenheim, Anna Wijthoff, Johanna Berhardina Midderigh-Bokhorst, Willem Wenckebach, Jan Wiegman, Ella Riemersma, Netty Heyligers, Nelly Spoor en Gijsbertus Johannes van Overbeek.

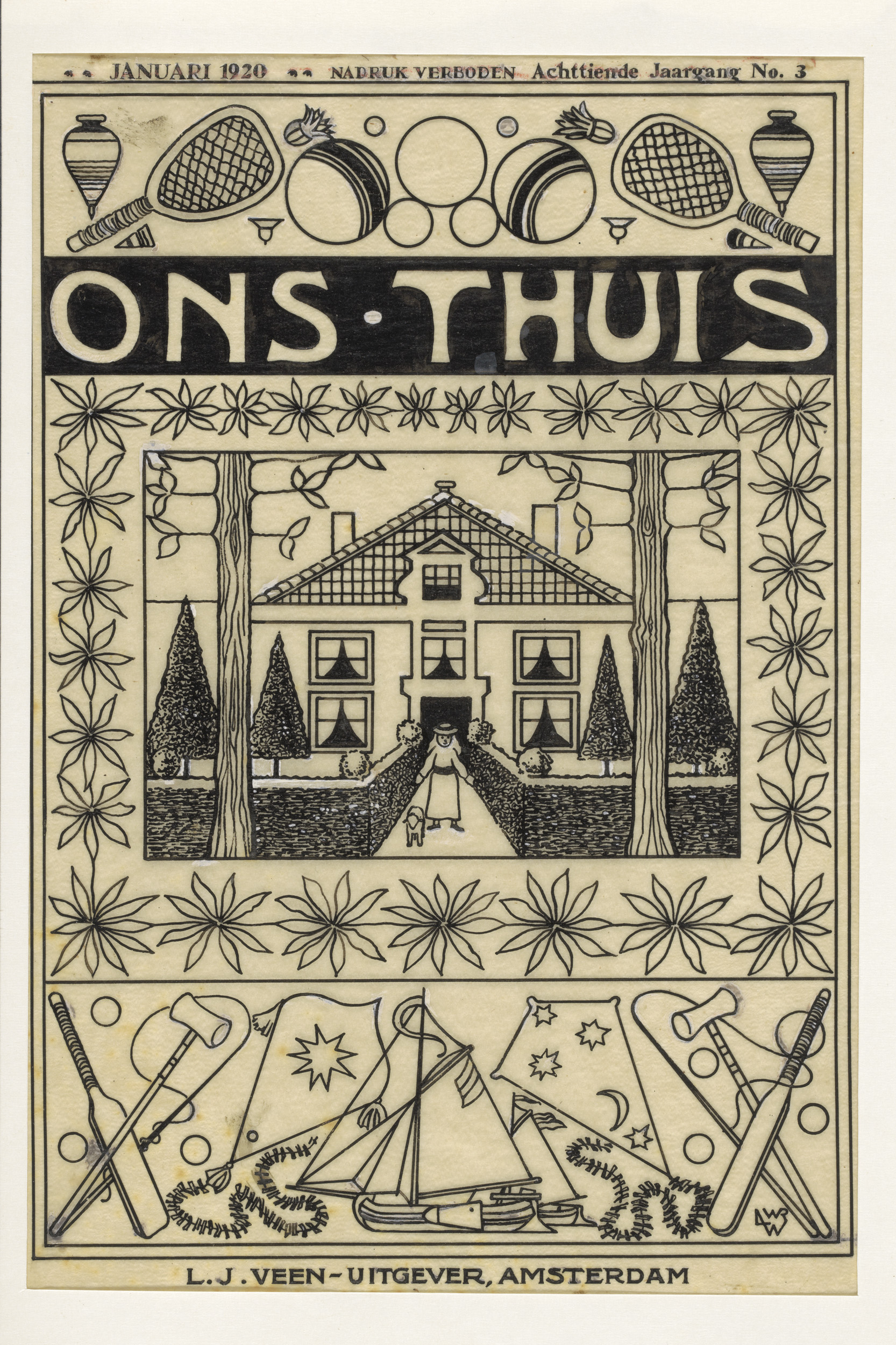
Omslagontwerp:  Willem Wenckebach (1920)
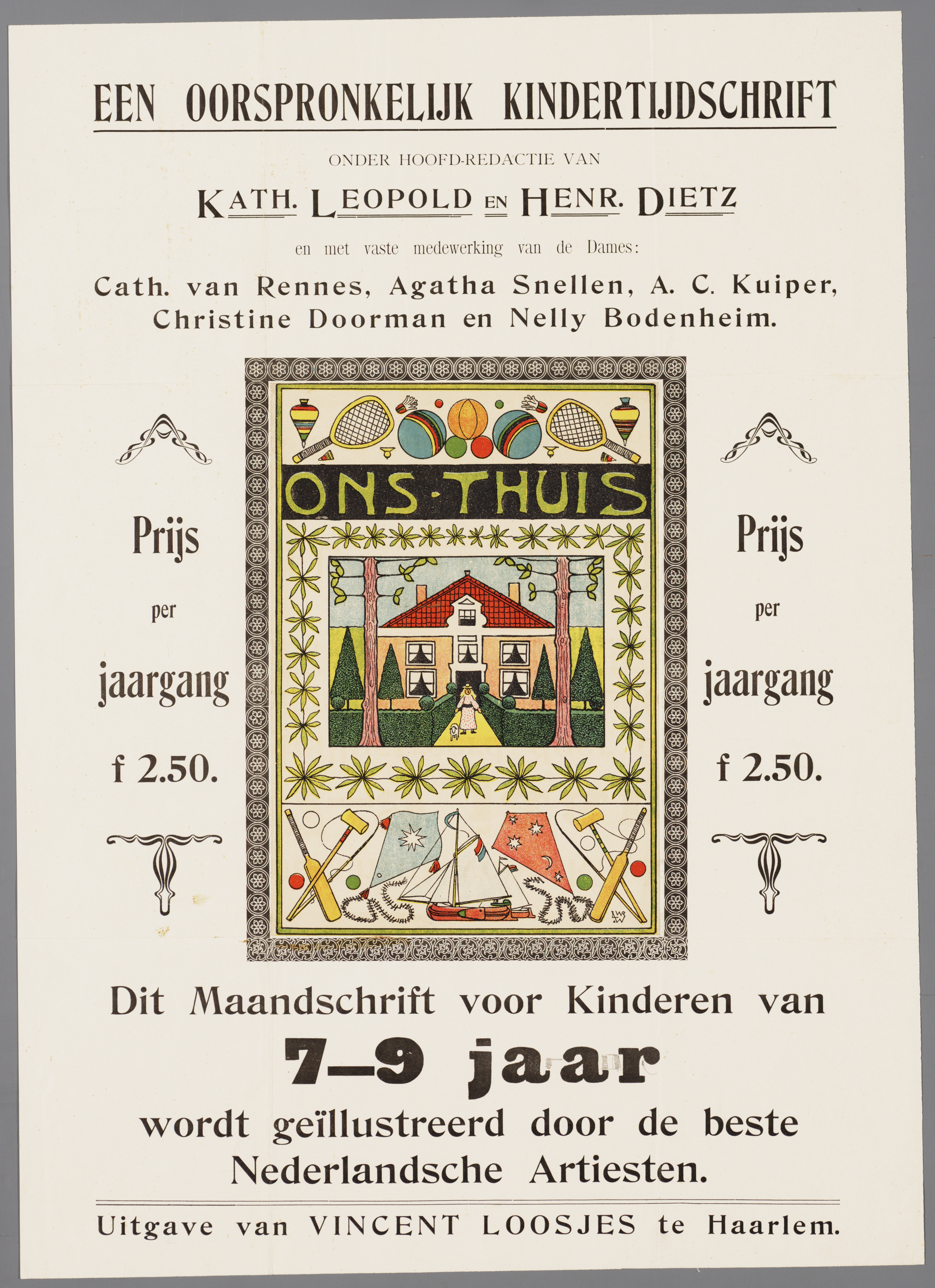

## Trivia
- Katharina Leopold was de tante van de dichter J.H. Leopold (1865-1925).